# Столяров, Дмитрий Павлович
Дми́трий Па́влович Столяро́в (13 мая 1928 — 8 мая 1993) — советский учёный в области лесоустройства и лесного хозяйства, академик ВАСХНИЛ (1991).

## Биография
Родился в с. Троицкое Чембарского уезда Пензенской губернии. Окончил Ленинградскую лесотехническую академию (1950). Работал там же: ассистент (1951—1953), доцент кафедры таксации и лесоустройства (1953—1966).
В 1966—1993 директор Ленинградского НИИ лесного хозяйства.

## Научная деятельность
Доктор сельскохозяйственных наук (1977), профессор (1983), академик ВАСХНИЛ (1991). Президент Общества лесоводов СССР (1988).
Занимался над решением проблем повышения продуктивности, сохранения и воспроизводства лесных ресурсов России, лесоустройства и экологии. Установил закономерности роста и развития разновозрастных ельников таежной зоны.

### Избранные труды
- Организация лесного хозяйства и лесопользования в новых условиях / Ленингр. НИИ лесн. хоз-ва. — СПб., 1992. — 26 с.
- Использование типов леса при лесоустройстве / соавт. И. В. Логвинов; Ленингр. лесотехн. акад. им. С. М. Кирова. — Л., 1957. — 30 с.
- Исследование динамики отпада в разновозрастных ельниках Северо-Запада: метод. указания / соавт. В. Г. Кузнецова. — Л., 1977. — 34 с.
- Лесоводственно-экономические показатели выборочных рубок: практ. рекомендации / Ленингр. НИИ лесн. хоз-ва. — Л. 1980. — 56 с.
- Лесоустройство в зарубежных странах / соавт.: А. А. Байтин и др. — М.: Лесн. пром-сть, 1964. — 268 с.
- Разновозрастные ельники и ведение хозяйства в них / соавт. В. Г. Кузнецова. — М.: Лесн. пром-сть, 1979. — 168 с.

## Награды
- орден «Знак Почёта» (1971)
- орден Трудового Красного Знамени (1977)
- 4 медали
- Заслуженный деятель науки РСФСР.